# Oropetium
Oropetium là một chi thực vật có hoa trong họ Hòa thảo (Poaceae).

## Loài
Chi Oropetium gồm các loài: